# Вілмош Сіклаварі
Вілмош Сіклаварі (угор. Sziklavári Vilmos) (25 вересня 1954) — угорський дипломат. Генеральний консул Угорщини в Ужгороді (2005—2010). Надзвичайний і Повноважний Посол Угорської Республіки в Республіці Білорусь (2012-2018).

## Життєпис
Народився 25 вересня 1954 року в Будапешті. Закінчив Університет економічних наук імені Карла Маркса.
У 1979—1983 рр. — референт у справах Балканських країн МЗС Угорщини.
У 1983—1988 рр. — третій секретар Посольства Угорської Республіки в Софії, Болгарія.
У 1988—1991 рр. — референт у справах Балканських країн МЗС Угорщини.
У 1991—1995 рр. — радник, заступник посла Угорської Республіки в Софії.
У 1995—1997 рр. — заступник начальника Головного управління у справах Балканських країн МЗС Угорщини.
У 1997—2002 рр. — радник, заступник посла Угорської Республіки в Софії.
У 2002—2005 рр. — заступник начальника Головного управління у справах Балканських країн у ранзі Надзвичайного посла та уповноваженого міністра.
У 2005—2010 рр. — Генеральний консул Угорської Республіки в Ужгороді (Україна).
З 3 вересня 2012 по 12 липня 2018 рр. — Надзвичайний і Повноважний Посол Угорської Республіки в Республіці Білорусь.
Декілька разів був спостерігачем ОБСЄ за процесом виборів у Герцеговині та Болгарії.